# Bernard Maris
Bernard Maris (Toulouse, 23 de septiembre de 1946 - París, 7 de enero de 2015) fue un economista, escritor y periodista francés. Fue una de las víctimas del tiroteo que tuvo lugar en la sede de la publicación Charlie Hebdo.

## Biografía
Diplomado en Ciencias Políticas por el Instituto de estudios políticos de Toulouse en 1968, Bernard Maris se doctoró posteriormente en Ciencias Económicas en la universidad de Toulouse en 1975. Profesor asistente primero, pasó a ser profesor titular en septiembre de 1994 en el Instituto de estudios políticos. También ejerció de profesor en el Instituto de estudios europeos de la universidad París-VIII, y la Universidad de Iowa (Estados Unidos) donde impartió clases de microeconomía.
Como periodista colaboró con diversas publicaciones como Marianne, Le Nouvel Observateur, Le Figaro Magazine, Le Monde y Charlie Hebdo, donde usaba el pseudónimo de «Oncle Bernard» (tío Bernard). En este semanario, del cual fue de uno de sus refundadores y accionistas en 1992, ocupó el cargo de director adjunto hasta 2008. 
En la emisora de radio France Inter dirigía una crónica semanal titulada "J'ai tout compris à l'économie" y participaba en debates sobre temas de actualidad económica. De naturaleza similar eran sus intervenciones en las cadenas de televisión I-Télé y France 5 en programas como Y'a pas que le CAC y C dans l'air respectivamente. 
El 21 de diciembre de 2011, el presidente del Senado lo nombró miembro del consejo general del Banco de Francia.
El 7 de enero de 2015 falleció en el atentado que tuvo lugar en la sede de la publicación Charlie Hebdo donde trabajaba.

## Publicaciones

### Economía
- Éléments de politique économique : l'expérience française de 1945 à 1984, 1985
- Des économistes au-dessus de tout soupçon ou la grande mascarade des prédictions, 1990
- Les Sept Péchés capitaux des universitaires, 1991
- Jacques Delors, artiste et martyr, 1993
- Parlant pognon mon petit, 1994
- Ah Dieu ! que la guerre économique est jolie ! 1998, junto a Philippe Labarde
- Keynes ou l'économiste citoyen, 1999
- Lettre ouverte aux gourous de l'économie qui nous prennent pour des imbéciles, 1999
- La Bourse ou la vie - La grande manipulation des petits actionnaires 2000, con Philippe Labarde
- Malheur aux vaincus: Ah, si les riches pouvaient rester entre riches 2002, con Philippe Labarde.
- Antimanuel d'économie: Tome 1, les fourmis, Bréal, 2003
- Antimanuel d'économie: Tome 2, les cigales, Bréal, 2006
- Gouverner par la peur 2007, con Dakhli Leyla, Roger Sue y Georges Vigarello.
- Petits principes de langue de bois économique, 2008
- Capitalisme et pulsión de mort, 2009, con Gilles Dostaler
- Marx, ô Marx, pourquoi m'as-tu abandonné?, editorial Les Échappés, 2010
- Plaidoyer (impossible) pour les socialistes, Albin Michel, 2012

### Ensayo
- L’Homme dans la guerre. Maurice Genevoix face à Ernst Jünger, Grasset, 2013

### Novelas
- Pertinentes Questions morales et sexuelles dans le Dakota du Nord, Albin Michel, 1995
- L'Enfant qui voulait être muet, 2003
- Le Journal, 2005